# Nowe Sypnie
Nowe Sypnie [ˈnɔvɛ ˈsɨpɲɛ] est un village polonais de la gmina de Grodzisk dans le powiat de Siemiatycze et dans la voïvodie de Podlachie. Il se situe à environ 5 kilomètres au nord-ouest de Grodzisk, à 25  kilomètres au nord-ouest de Siemiatycze et à 64 kilomètres au sud-ouest de Bialystok. 
Le village compte approximativement 60 habitants.